# Землетрус в Індійському океані (2004)
Землетрус в Індійському океані 2004 — потужний землетрус, оцінений у 9,0 балів за шкалою Ріхтера. Гіпоцентр був розташований у Індійському океані на глибині близько 20 кілометрів під дном океану приблизно за 200 кілометрів на захід від північного узбережжя Суматри, Індонезія, 26 грудня 2004 о 00:58:53 UTC (07:58:53 місцевого часу в Джакарті). Це найбільший землетрус із часу землетрусу 1964 року на Алясці, сила якого становила 9,2 бала за шкалою Ріхтера. За різними оцінками, внаслідок цунамі, висота якого місцями сягала 15 метрів, загинули 230-280 тис. осіб у 14 країнах.

## Характеристика землетрусу
Координати гіпоцентру: 3,298° пн. ш., 95,779° сх. д., приблизно за 160 км на захід від Суматри, 30 км нижче середнього рівня моря.
Землетрус був незвично значним із географічного погляду. Приблизно 1200 км лінії геологічного розлому зсунулись у місці, де Індійська тектонічна плита підходить під Бірманську плиту. Оцінюється, що дно океану над Бірманською плитою піднялося на 10 м над Індійською плитою, створивши ударні хвилі в Індійському океані, що поширювалися зі швидкістю до 800 км/год, формуючи цунамі, коли досягали берега. Загальну енергія землетрусу оцінюють у 32 000 мегатон, або 1,33×1020 Дж. Для порівняння, це приблизно 30 % всієї енергії, що її споживають США протягом року, або цієї енергії достатньо, щоб закип'ятити 10 000 л води для кожної людини на Землі.
Близько восьми годин на північний схід від острова був зафіксований ще один поштовх силою 7,3 бали. Потім протягом години була зафіксована серія поштовхів силою близько шести балів, що прямували хвилею від острова Суматра у напрямку до Андаманських островів (Індія).
Внаслідок землетрусу в океані утворилася гігантська хвиля цунамі. Її висота у відкритому океані склала 0,8 метра, у прибережній зоні — 15 метрів, а в зоні виплеску — 30 метрів. Швидкість хвилі в відкритому океані досягла 720 кілометрів на годину, а в міру гальмування в прибережній зоні знизилася до 36 кілометрів на годину. Через 15 хвилин після першого поштовху хвиля досягла і змела північний край острова Суматра. Через півтори години вона обрушилася на узбережжя Таїланду, через дві години досягла Шрі-Ланки та Індії, за вісім годин пройшла Індійський океан, а за добу, вперше в історії спостереження хвиль, цунамі обігнув весь Світовий океан. Навіть на Тихоокеанському узбережжі Мексики висота хвилі склала 2,5 метра.

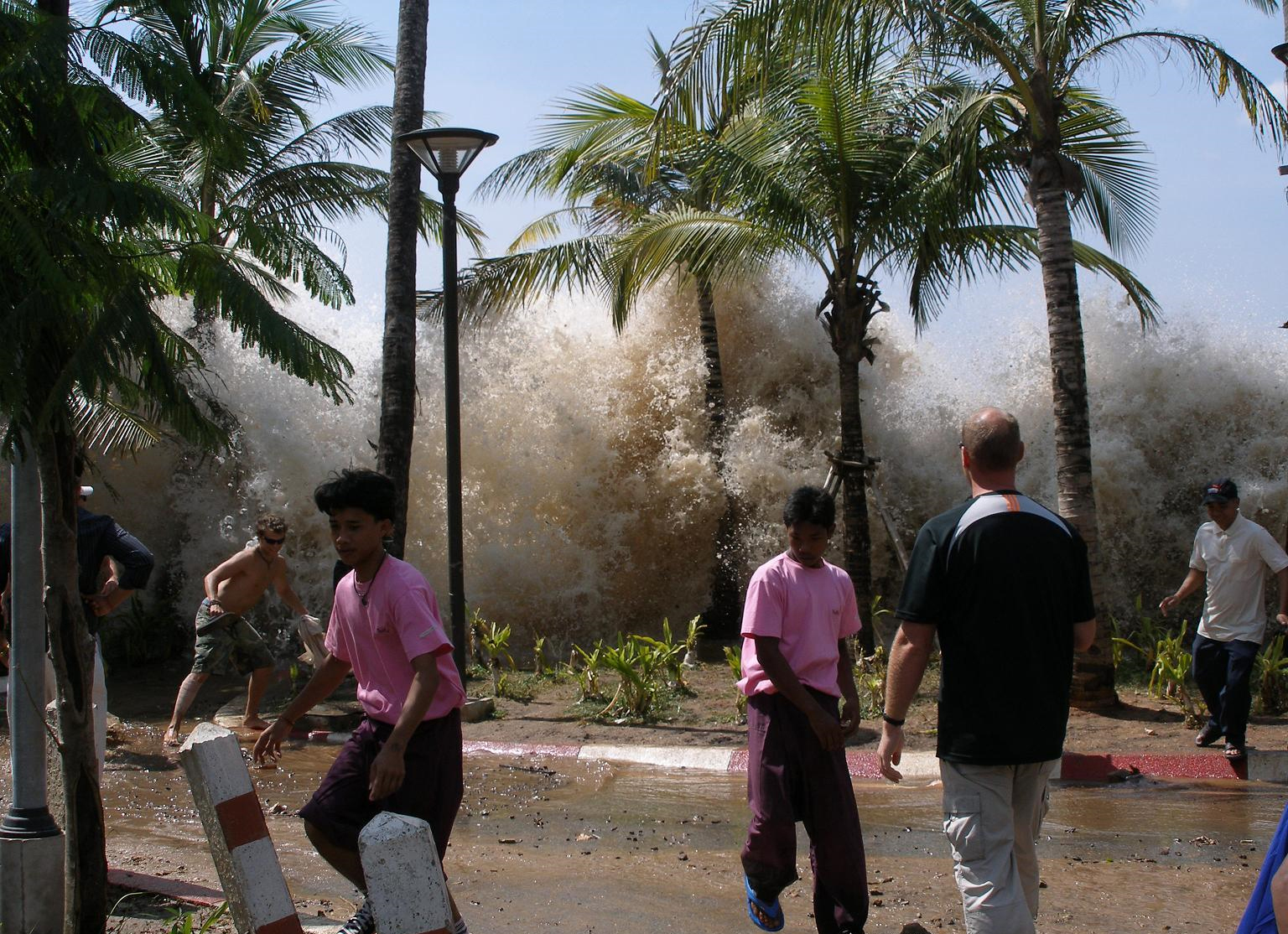
26 грудня 2004. Цунамі в місті Ао Нанг, провінція Крабі, Таїланд

27 грудня 2004 в акваторії Бенгальської затоки поблизу узбережжя Андаманських і Нікобарських островів (Індія) була зафіксована нова серія підземних поштовхів силою близько шести балів за шкалою Ріхтера. Крім цього, у першій половині дня цунамі, що супроводжувалося шквальним вітром, досягло східного узбережжя Африки, завдавши руйнування від Африканського рогу до Танзанії. Особливо потужного удару зазнало східне узбережжя Сейшельських островів, де висота хвиль сягала 2,5-3 метрів.
29 грудня 2004 в акваторії Бенгальської затоки поблизу узбережжя Андаманських і Нікобарських островів була зафіксована ще одна серія підземних поштовхів силою 5-6 балів за шкалою Ріхтера. Найбільші руйнування цунамі принесло населеним пунктам, розташованим на узбережжі Індії, Індонезії (переважно в провінції Ачех) і Шрі-Ланки. Менш серйозними виявилися руйнування на східному узбережжі Африки.
Загальна кількість жертв у постраждалих від цунамі країнах Азії і Африки точно не відома, однак, за різними даними, ця цифра становить приблизно 230 тисяч осіб. Економіці постраждалих країн стихійне лихо завдало шкоди в 10,7 млрд доларів.
Світова спільнота виділила понад 11 мільярдів доларів для ліквідації наслідків цунамі в країнах басейну Індійського океану. Найбільший внесок зробив уряд Японії — 500 млн доларів, Світовий банк — 250 млн доларів, ЮНІСЕФ направив 81 млн доларів на допомогу 1,5 млн дітей, які внаслідок стихії залишилися без батьків і отримали поранення.

## Людські жертви
Серед жертв цунамі було понад 5 000 іноземних туристів, головним чином зі Скандинавських країн.
| Країна[a] | Загиблі (підтверджено) | Загиблі (за оцінками)[b] | Поранені | Безвісно зниклі | Біженці   | Примітки      |
| --- | ---------------------- | ------------------------ | -------- | --------------- | --------- | ------------- |
| Індонезія | 130 736                | 167 540                  |          | 37 063          | 500 000+  | [ 3 ]         |
| Шрі-Ланка | 35 322[c]              | 35 322                   | 21 411   |                 | 516 150   | [ 4 ]         |
| Індія | 12 405                 | 16 269                   |          | 3874            | 647 599   |               |
| Таїланд | 5395[d]                | 8212                     | 8457     | 2817            | 7000      | [ 5 ] [ 6 ]   |
| Сомалі | 78                     | 289                      |          |                 | 5000      | [ 7 ] [ 8 ]   |
| М'янма | 61                     | 400–600                  | 45       | 200             | 3200      | [ 9 ] [ 10 ]  |
| Мальдіви | 82                     | 108                      |          | 26              | 15 000+   | [ 11 ] [ 12 ] |
| Малайзія | 68                     | 75                       | 299      | 6               | 5000+     | [ 13 ] [ 14 ] |
| Танзанія | 10                     | 13                       |          |                 |           | [ 15 ]        |
| Сейшельські Острови | 3                      | 3                        | 57       |                 | 200       | [ 16 ] [ 17 ] |
| Бангладеш | 2                      | 2                        |          |                 |           | [ 18 ]        |
| ПАР | 2[e]                   | 2                        |          |                 |           | [ 19 ]        |
| Ємен | 2                      | 2                        |          |                 |           | [ 20 ]        |
| Кенія | 1                      | 1                        | 2        |                 |           |               |
| Мадагаскар |                        |                          |          |                 | 1000+     | [ 21 ]        |
| Сумарно | 184 167                | 227 898                  | 125 000  | 43 786          | 1 740 000 |               |
| - ↑ У цій таблиці подано лише країни, які прямо постраждали від цунамі, без країн, громадяни яких постраждали, будучи закордоном. - ↑ Включно з тими, які підтверджені. Якщо окремих оцінок немає, число у цій колонці таке саме, як число підтверджених. - ↑ Не включаючи близько 19 тисяч зниклих осіб, про яких початково заявили Тигри визволення Таміл-Іламу на підконтрольних їм територіях. - ↑ Включно з принаймні 2464 іноземцями. - ↑ Не включаючи громадян ПАР, які загинули за межами ПАР (наприклад, туристів у Таїланді). |                        |                          |          |                 |           |               |

## Гуманітарна ситуація після катастрофи та міжнародна допомога
У зв'язку із величезною шкодою завданою інфраструктурі, потрібна значна гуманітарна допомога постраждалим країнам. Експерти ВОЗ прогнозують, що внаслідок хвороб та поранень може загинути ще до 50000 чоловік. Особливе занепокоєння викликає ризик стрімкого поширення таких інфекційних хвороб як холера, дифтерія, амебіаз та черевний тиф. Відсутність засобів знезараження питної води, тропічний клімат та неможливість швидко прибрати тіла загиблих із вулиць значно погіршують ситуацію. Всього на сьогоднішній день (2 січня 2005), країнами-донорами зібрано пожертв на суму понад 2 мільярди доларів, найбільшими жертводавцями є Японія (500м USD), США (350м USD) та Світовий Банк (250м USD).
| Країна            | Уряд | Добровільні пожертви                                                                          |
| ----------------- | --- | --------------------------------------------------------------------------------------------- |
| Австралія         | AUD67.45м (USD 52.6м) | AUD63м (USD 49.1м)                                                                            |
| Канада            | CAD 58м (USD 48м), а також мораторій на сплату заборгованості , плюс зобов'язання додати 1долар на кожен долар пожертвуваний приватними особами до 11 Січня 2005 | CAD 36.3м (USD 30м)                                                                           |
| КНР               | Юань 522м (USD 63м) | ?                                                                                             |
| Данія             | DKK 300м (USD 54.95м) | USD 7.5м                                                                                      |
| Європейський Союз | €33м (USD 44м) | н/д                                                                                           |
| Фінляндія         | €22.16м | €4.5 м пожертвувано через Фінський Червоний Хрест                                             |
| Франція           | €42м (USD 57м) | ?                                                                                             |
| Німеччина         | €20м (USD 26м) | ?                                                                                             |
| Гонконг           | HKD 50м (USD 6.41м) | HKD 240м (USD 30.77м)                                                                         |
| Ірландія          | €12м (USD 16м) | Понад €3.8м [Архівовано 26 грудня 2007 у Wayback Machine.]                                    |
| Італія            | € 70м (USD 95м) [Архівовано 16 лютого 2005 у Wayback Machine.]                                                                                                   | € 22м (USD 30м)                                                                               |
| Японія            | USD 500м [Архівовано 28 грудня 2007 у Wayback Machine.] | ?                                                                                             |
| Кувейт            | USD 2.1м | ?                                                                                             |
| Нідерланди        | €27м (USD 36м) | ?                                                                                             |
| Норвегія          | NOK 100м (USD 16.5м) | NOK 200м (USD 33.1м)                                                                          |
| Португалія        | €8м (USD 10.9м) | ?                                                                                             |
| Катар             | USD 10м | ?                                                                                             |
| Іспанія           | €51м (USD 69м) | ?                                                                                             |
| Саудівська Аравія | USD 10м | ?                                                                                             |
| Сінгапур          | SGD 6м (USD 3.6м) | ?                                                                                             |
| Швеція            | SEK 500м (USD 75м) | SEK 333м (USD 50м)                                                                            |
| Швейцарія         | CHF 27м (USD 23.8м) | CHF 21м (USD 18.5м)                                                                           |
| Тайвань           | USD 5.1м | ?                                                                                             |
| ОАЕ               | USD 2.0м | ?                                                                                             |
| Велика Британія   | £50м (USD 96м) [Архівовано 16 січня 2006 у Wayback Machine.] | £52.7м (USD 101м) [Архівовано 3 січня 2005 у Wayback Machine.]                                |
| США               | USD 350м [Архівовано 20 лютого 2006 у Wayback Machine.] | USD 80 м корпораціями [Архівовано 12 січня 2005 у Wayback Machine.] + 44 м приватними особами |
| Світовий Банк     | USD 250м [Архівовано 3 січня 2005 у Wayback Machine.] | н/д                                                                                           |